# Alejandro de Licópolis
Alejandro Licopolitano o Alejandro de Licópolis (Egipto), fue un filósofo neoplatónico perteneciente a la Escuela de Alejandría que falleció hacia el año 300.
En su juventud fue pagano, después maniqueo y más tarde cristiano ortodoxo. Sus planteamientos se oponen al maniqueísmo en su obra Contra la doctrine de Mani y en sus escritos interpreta a Platón desde un punto de vista próximo al cristianismo.
Su obra fue traducida al latín con el título de Tractatus de Placitis Manichaeorum.